# Marjory Stoneman Douglas

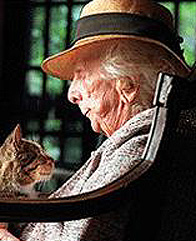
Marjory Stoneman Douglas

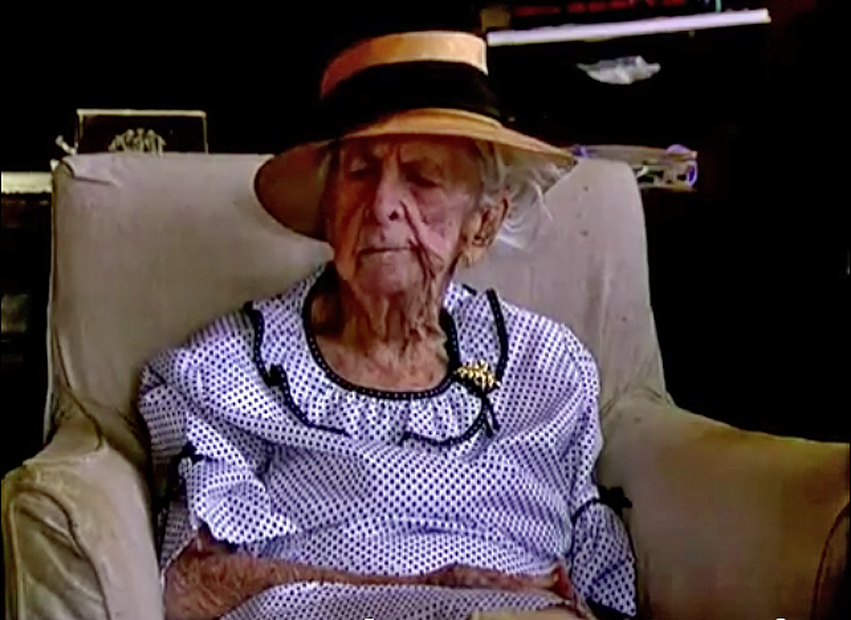
Marjory Stoneman Douglas im Alter von 104 Jahren, als sie für den Dokumentarfilm Canary of the Ocean interviewt wurde

Marjory Stoneman Douglas (* 7. April 1890 in Minneapolis, Minnesota; † 14. Mai 1998 in  Coconut Grove, Miami, Florida) war eine amerikanische Journalistin, Autorin, Verfechterin des Frauenwahlrechts und Naturschützerin, die für ihren entschiedenen Einsatz zum Schutz der Everglades bekannt ist. Sie erhielt zahlreiche Auszeichnungen, darunter die Presidential Medal of Freedom.

## Leben und Werk
Douglas wurde als einziges Kind von Frank Bryant Stoneman (1857–1941) und Florence Lillian Trefethen (1859–1912) geboren. 1907 erhielt sie vom Boston Herald einen Preis für An Early Morning Paddle, eine Geschichte über einen Jungen, der von einem Kanu aus einen Sonnenaufgang beobachtet. 1908 begann sie ihr Studium am Wellesley College und schloss 1912 mit einem Bachelor of Arts in Englisch ab. 1914 lernte sie Kenneth Douglas kennen und heiratete ihn innerhalb von drei Monaten. Als sich herausstellte, dass er bereits mit einer anderen Frau verheiratet war, zog sie nach Miami und beendete die Ehe.
Als sie in Florida ankam, lebten weniger als 5000 Menschen in Miami. Ihr Vater war der erste Herausgeber der Zeitung, die später The Miami Herald wurde. Sie trat 1915 in die Redaktion der Zeitung ein und schrieb als Gesellschaftskolumnistin. 1916 erhielt sie den Auftrag, eine Geschichte über die erste Frau aus Miami zu schreiben, die sich der United States Navy Reserve anschloss. Als die Frau nicht zum Vorstellungsgespräch erschien, trat sie selbst in die Marine ein. Sie stellte jedoch bald fest, dass sie für das Militärleben ungeeignet war. Sie beantragte die Entlassung und schloss sich dem amerikanischen Roten Kreuz in Paris an. Hier war sie Zeugin der turbulenten Feierlichkeiten in der Rue de Rivoli, als der Waffenstillstand unterzeichnet wurde.
Nach dem Krieg war sie Redaktionsassistentin bei The Miami Herald und wurde für ihre tägliche Kolumne „The Galley“ bekannt. Sie forderte eine verantwortungsvolle Stadtplanung, als in Miami in einem Jahrzehnt ein Bevölkerungsboom von 100.000 Menschen zu verzeichnen war. Sie schrieb zur Unterstützung für das Frauenwahlrecht, für Bürgerrechte und für eine bessere Hygiene, während sie sich gegen Verbote und Außenhandelstarife aussprach. 1923 arbeitete sie nach dem Ausscheiden aus der Zeitung als freie Schriftstellerin. Von 1920 bis 1990 veröffentlichte sie 109 Belletristik-Artikel und Geschichten. Eine ihrer ersten Geschichten wurde für 600 US-Dollar an das Black Mask-Magazin verkauft. Vierzig ihrer Geschichten erschienen in der The Saturday Evening Post und beschäftigten sich mit Umweltthemen, die von ihren häufigen Besuchen in den Everglades handelten. Sie lebte von 1915 bis zu ihrem Tod in Südflorida und schrieb im Laufe der Jahrzehnte ausführlich über die Region.
Sie war Mitglied des Komitees zur Gründung des Everglades-Nationalparks und arbeitete später an der Gründung des Biscayne-Nationalparks und leitete die Gesetzgebung zum Schutz der Parks und ihrer Wildtiere. Um dieses fragile Ökosystem zu verteidigen, trat sie häufig mit Regierungsbehörden in Kontakt und ging offen und unkompliziert mit Naturschutzfragen um. Als 1947 ihr Buch The Everglades: River of Grass veröffentlicht wurde, war es sofort ausverkauft. Das Buch hatte das öffentliche Interesse am Schutz der Everglades geweckt und die Zukunft von Floridas Naturschutz- und Landnutzungspolitik nachhaltig beeinflusst. In den 1950er, 1960er und 1970er Jahren jedoch wurden die Everglades durch Entwässerungsprojekte und große landwirtschaftliche Betriebe massiv beschädigt. Im Alter von 79 Jahren gründete Stoneman Douglas die Friends of the Everglades, die dazu beitrugen, den Bau eines geplanten Jetports in der unberührten Big Cypress-Region der Everglades zu stoppen.
Marjory Stoneman Douglas wurde 108 Jahre alt und lebte die meiste Zeit mit ihren Katzen in ihrem Cottage, das sie 1924 in Coconut Grove gebaut hatte. Sie lernte nie Autofahren und besaß nie ein Auto. Ihr Haus hatte auch keine Klimaanlage, Elektroherd oder Spülmaschine. Ihre Asche wurde auf der Marjory Stoneman Douglas Wilderness Area im Everglades-Nationalpark verstreut. Das Haus und ihr Nachlass befinden sich im Besitz des Bundesstaates Florida und werden seit 2007 vom Florida Park Service als bleibendes Denkmal für eine bemerkenswerte „Frau, die die Everglades gerettet hat“, gepflegt.
Das Florida Department of Natural Resources (jetzt das Florida Department of Environmental Protection) benannte 1980 seinen Hauptsitz in Tallahassee nach ihr, was sie als zweifelhafte Ehre betrachtete. 1986 richtete die National Parks Conservation Association den Marjory Stoneman Douglas Award ein, der „Personen ehrt, die oft große Anstrengungen unternehmen müssen, um für den Schutz des Nationalparksystems einzutreten und für ihn zu kämpfen“. Trotz Blindheit und vermindertem Gehör blieb sie auch in ihrem zweiten Jahrhundert aktiv und wurde mit einem Besuch von Königin Elizabeth II. geehrt, der sie 1991 eine signierte Kopie von The Everglades: River of Grass schenkte. Anstelle von Geschenken und Feiern bat sie darum, an ihrem Geburtstag Bäume zu pflanzen, was zu über 100.000 gepflanzten Bäumen im ganzen Bundesstaat führte. Der South Florida Water Management District begann 1992, exotische Pflanzen zu entfernen, die sich in den Everglades verbreitet hatten.
1993 verlieh ihr Präsident Bill Clinton die Presidential Medal of Freedom, eine der höchsten zivilen Auszeichnungen, die von den Vereinigten Staaten von Amerika verliehen wird. Sie spendete ihre Medaille an das Wellesley College.

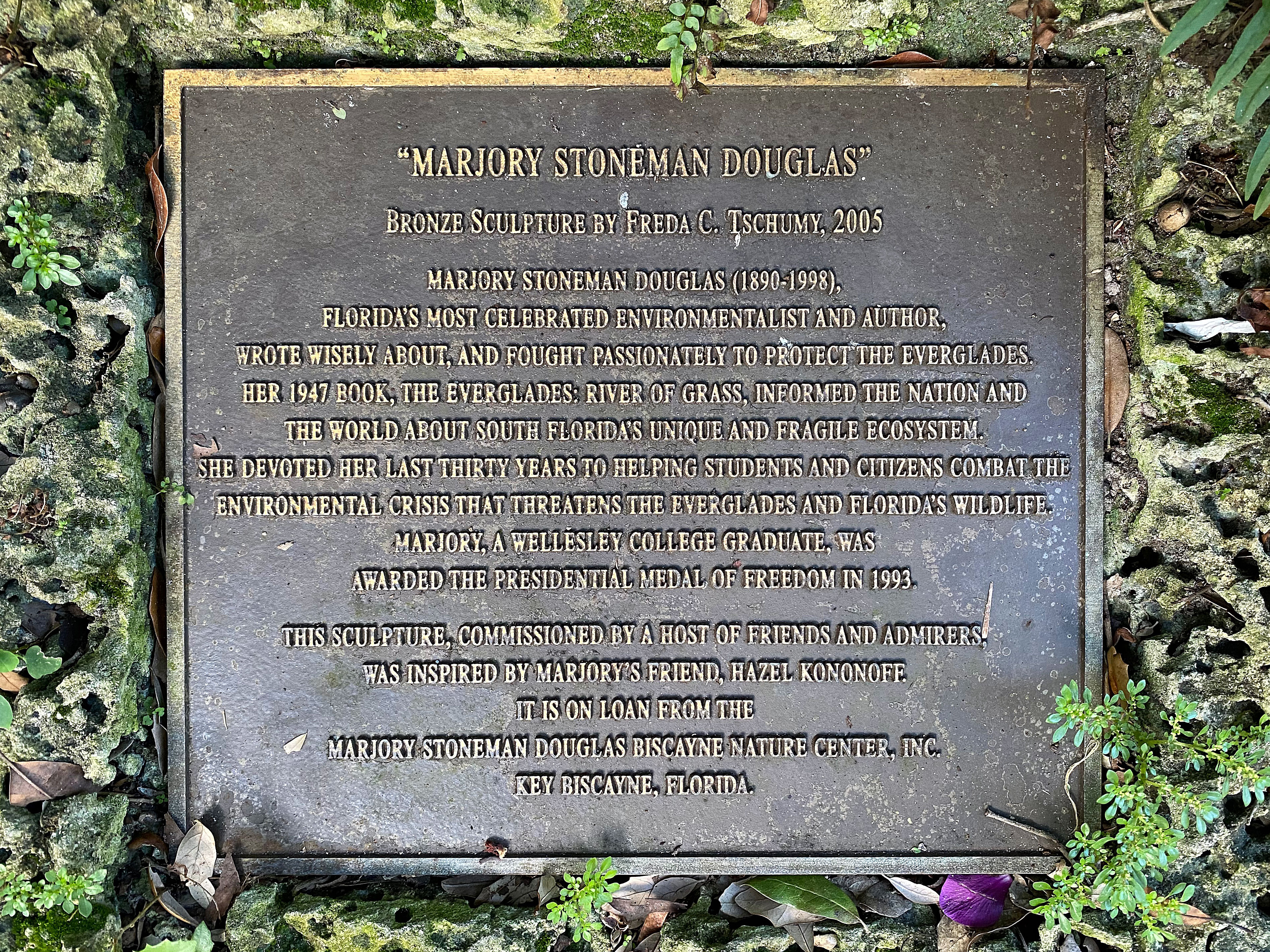
Informationstafel zu Ehren von Floridas berühmtester Umweltschützerin Marjory Stoneman Douglas

## Auszeichnungen
- Presidential Medal of Freedom
- National Women’s Hall of Fame (2000)
- Florida Women’s Hall of Fame
- Florida Artists Hall of Fame

## Bücher (Auswahl)
- 1947: The Everglades: River of Grass, Neuauflage 2007, ISBN 978-1-56164-394-3.
- 1952: Road to the Sun, OCLC 851571457.
- 1953: Freedom River: Florida 1845, Neuauflage 1994, ISBN 978-0-9633461-4-8.
- 1958: Hurricane. Rinehart, Neuauflage 1976, ISBN 978-0-89176-015-3.
- 1959: Alligator crossing, ISBN 978-1-57131-644-8.
- 1961: The Key to Paris. Keys to the Cities Series, OCLC 750448010.
- 1967: Florida the Long Frontier, Harper & Row, OCLC 168513.
- 1969: The Joys of Bird Watching in Florida, OCLC 85431.
- 1973: Adventures in a Green World – The Story of David Fairchild and Barbour Lathrop. Field Research Projects, OCLC 984925.
- 1987: Marjory Stoneman Douglas: Voice of the River. Mit John Rothchild. Pineapple Press, ISBN 978-0-910923-33-0.

## Kurzgeschichten (Auswahl)
- 1990: Nine Florida Stories, University of North Florida, ISBN 978-0-8130-0994-0
- 1998: A River in Flood and Other Florida Stories by Marjory Stoneman Douglas. Ed. Kevin M. McCarthy. University Press of Florida, ISBN 978-0-8130-1622-1